# Persone di nome Giacomo/Politici
| Questa pagina contiene informazioni ricavate automaticamente dalle voci biografiche con l'ausilio del template Bio e di un bot. L'aggiornamento è periodico e automatico e ricostruisce completamente la pagina. Se manca una persona in questa lista, sei pregato di non aggiungerla, ma accertati piuttosto che la sua voce biografica contenga il template Bio e che i dati anagrafici siano correttamente compilati. Se il template Bio manca, inseriscilo tu stesso o, in alternativa, metti l'avviso {{tmp\|Bio}} che ne segnala la mancanza. Se i dati riportati sono sbagliati, correggi direttamente la voce biografica; le modifiche saranno visibili in questa lista entro pochi giorni. Per chiarimenti vedi il progetto antroponimi. La lista contiene solo le 72 persone che sono citate nell'enciclopedia e per le quali è stato implementato correttamente il template Bio. Pagina aggiornata al 6 ago 2025. |

Questa è una lista di persone presenti nell'enciclopedia che hanno il nome Giacomo e sono politici.

## A(6)
- Giacomo Agnesi, politico italiano (Genova, n. 1859 - Imperia, † 1929)
- Giacomo Giorgio Angaran, politico italiano (n. 1740 - † 1791)
- Giacomo Archiutti, politico italiano (Biancade, n. 1941)
- Giacomo Armò, politico e magistrato italiano (Palermo, n. 1830 - Palermo, † 1909)
- Giacomo Astengo, politico italiano (Savona, n. 1814 - Roma, † 1884)
- Giacomo Augello, politico italiano (Delia, n. 1931 - † 1997)

## B(7)
- Giacomo Badoer, politico e mercante italiano (Venezia, n. 1403 - Venezia)
- Giacomo Baiamonte, politico italiano (Palermo, n. 1938)
- Giacomo Balbi Piovera, politico, agronomo e patriota italiano (Milano, n. 1800 - Genova, † 1878)
- Giacomo Balestra, politico italiano (Roma, n. 1836 - Fiuggi, † 1915)
- Giacomo Bergamonti, politico e partigiano italiano (Gussola, n. 1919 - Bozzolo, † 1952)
- Giacomo Bezzi, politico italiano (Cles, n. 1963)
- Giacomo Bologna, politico italiano (Isola d'Istria, n. 1922 - Trieste, † 2011)

## C(8)
- Giacomo Calandrone, politico, giornalista e sindacalista italiano (Savona, n. 1909 - Savona, † 1975)
- Giacomo Caliendo, politico e magistrato italiano (Saviano, n. 1942 - Milano, † 2025)
- Giacomo II da Carrara, politico italiano (Padova - † 1350)
- Giacomo Castelnuovo, politico, patriota e medico italiano (Livorno, n. 1819 - La Goletta, † 1886)
- Giacomo II Cavalcabò, politico italiano (Cremona - Bardi, † 1321)
- Giacomo Centazzo, politico italiano (Maniago, n. 1887 - Udine, † 1960)
- Giacomo Chiappori, politico italiano (Imperia, n. 1953)
- Giacomo Corona, politico italiano (Milano, n. 1908 - † 1979)

## D(8)
- Giacomo D'Apollonio, politico e generale italiano (Isernia, n. 1951)
- Giacomo Dal Monte Casoni, politico italiano (Imola, n. 1891 - Imola, † 1968)
- Giacomo Dalla Longa, politico italiano (Valdobbiadene, n. 1943)
- Giacomo De Angelis, politico italiano (Maddaloni, n. 1957)
- Giacomo De Ghislanzoni Cardoli, politico italiano (Sannazzaro de' Burgondi, n. 1946)
- Giacomo De Martino, politico italiano (Londra, n. 1849 - Bengasi, † 1921)
- Giacomo Deliperi, politico e militare italiano (Sassari, n. 1809)
- Giacomo I da Carrara, politico e condottiero italiano (Padova - Padova, † 1324)

## F(2)
- Giacomo Ferrari, politico italiano (Langhirano, n. 1887 - Bosco di Corniglio, † 1974)
- Giacomo Ferri, politico italiano (San Felice sul Panaro, n. 1860 - San Felice sul Panaro, † 1930)

## G(3)
- Giandiego Gatta, politico italiano (Manfredonia, n. 1964)
- Giacomo Gravina, politico italiano (Caltagirone, n. 1794 - † 1880)
- Giacomo Gualco, politico italiano (Serravalle Scrivia, n. 1936 - Cadepiaggio, † 2011)

## L(2)
- Giacomo Leopardi, politico italiano (Genova, n. 1928 - † 2015)
- Giacomo Leopizzi, politico italiano (La Spezia, n. 1929 - Camposampiero, † 2016)

## M(8)
- Giacomo Maccheroni, politico italiano (Pontedera, n. 1936 - Pontedera, † 2024)
- Giacomo Maineri, politico italiano
- Giacomo Mancini, politico italiano (Cosenza, n. 1916 - Cosenza, † 2002)
- Giacomo Marchello, politico e militare italiano (Paceco, n. 1915 - Palermo, † 2000)
- Giacomo Mattei, politico italiano (Barbara, n. 1813 - Pesaro, † 1886)
- Giacomo Matteotti, politico, giornalista e antifascista italiano (Fratta Polesine, n. 1885 - Roma, † 1924)
- Giacomo Samuele Mazzoli, politico italiano (Ceto, n. 1920 - † 1983)
- Giacomo Mellerio, politico e filantropo italiano (Domodossola, n. 1777 - Milano, † 1847)

## N(1)
- Giacomo Natoli, politico italiano (Messina, n. 1846 - Roma, † 1896)

## O(2)
- Giacomo III Oldofredi, politico italiano (n. 1251 - † 1325)
- Giacomo Ottolenghi, politico italiano (Vicenza, n. 1906 - Roma, † 1974)

## P(11)
- Giacomo Pellegrini, politico e partigiano italiano (Osoppo, n. 1901 - Udine, † 1979)
- Giacomo Pera, politico italiano (Alessandria, n. 1814 - Roma, † 1887)
- Giacomo Pes di Villamarina, politico e militare italiano (Tempio Pausania, n. 1750 - Cagliari, † 1827)
- Giacomo Pezzotta, politico italiano (Bergamo, n. 1922 - Bergamo, † 2018)
- Giacomo Piola, politico italiano (Acqui Terme, n. 1890 - Roma, † 1963)
- Giacomo Plezza, politico italiano (Cergnago, n. 1806 - Arona, † 1893)
- Giacomo Pontarollo, politico italiano (Tombolo, n. 1934)
- Giacomo Porrazzini, politico italiano (Terni, n. 1941)
- Giacomo Portas, politico italiano (Iglesias, n. 1959)
- Giacomo Possamai, politico italiano (Vicenza, n. 1990)
- Giacomo Properzj, politico, imprenditore e giornalista italiano (Milano, n. 1939 - Milano, † 2022)

## R(2)
- Giacomo Ros, politico italiano (Brugnera, n. 1922 - Pordenone, † 2012)
- Giacomo Rosini, politico italiano (Brescia, n. 1942 - † 2001)

## S(9)
- Giacomo Sanna, politico italiano (Sassari, n. 1949)
- Giacomo Santini, politico e telecronista sportivo italiano (Bologna, n. 1941)
- Giacomo Schettini, politico italiano (Trecchina, n. 1934)
- Giacomo Schirone, politico e partigiano italiano (Bari, n. 1901 - † 1980)
- Giacomo Scotti, politico italiano (Montegrosso d'Asti, n. 1873 - † 1936)
- Giacomo Sedati, politico e avvocato italiano (Lanciano, n. 1921 - Roma, † 1984)
- Giacomo Simoncini, politico sammarinese (Borgo Maggiore, n. 1994)
- Giacomo Stucchi, politico italiano (Bergamo, n. 1969)
- Giacomo Suardo, politico italiano (Bergamo, n. 1883 - Bergamo, † 1947)

## T(2)
- Giacomo Terranova, politico italiano (Palermo, n. 1958)
- Giacomo Tranchida, politico italiano (Valderice, n. 1963)

## V(1)
- Giacomo Vuxani, politico e patriota italiano (Borgo Erizzo, n. 1886 - Trieste, † 1964)